# 2008-as UEFA-kupa-döntő
A 2008-as UEFA-kupa-döntő 2008. május 14-én került megrendezésre a manchesteri City of Manchester Stadionban az orosz Zenyit és a skót Rangers között.
A mérkőzést 2–0-ra a Zenyit nyerte meg Igor Gyenyiszov és Konsztantyin Zirjanov góljaival.
A Zenyit lett a második orosz csapat, akinek sikerült megnyernie az UEFA-kupát a CSZKA Moszkva 2005-ös sikere után.

## A döntő részletei
| 2008. május 14. 20:45 (CET) |

| Zenyit                        | 2–0               | Rangers |
| ----------------------------- | ----------------- | ------- |
| Gyenyiszov 72' Zirjanov 90+4' | (0–0) Jegyzőkönyv |         |

| City of Manchester Stadion, Manchester Nézőszám: 43 878 Játékvezető: Peter Fröjdfeldt ( Svédország) |

| Zenyit | Rangers |

| ZENYIT: |    |                             |
| |    |                             |
| GK | 16 | Vjacseszlav Malafejev 90+2' |
| RB | 22 | Alekszandr Anyukov          |
| CB | 4  | Ivica Križanac              |
| CB | 15 | Roman Sirokov               |
| LB | 11 | Radek Šírl                  |
| DM | 44 | Anatolij Timoscsuk (c)      |
| RM | 18 | Konsztantyin Zirjanov       |
| LM | 27 | Igor Gyenyiszov 72'         |
| RW | 20 | Viktor Fajzulin 90+3'       |
| LW | 10 | Andrej Arsavin              |
| CF | 9  | Fatih Tekke                 |
| Cserék: |    |                             |
| GK | 1  | Kamil Čontofalský           |
| DF | 5  | Kim Dong-Jin 90+3'          |
| MF | 2  | Vlagyiszlav Ragyimov        |
| MF | 25 | Fernando Ricksen            |
| MF | 57 | Alekszej Ionov              |
| MF | 88 | Oleszandr Horskov           |
| FW | 7  | Alejandro Domínguez         |
| Vezetőedző: |    |                             |
| Dick Advocaat Mérkőzés embere: Andrej Arsavin Asszisztensek: Stefan Wittberg Henrik Andrén 4. számú játékvezető: Martin Ingvarsson |    |                             |

| RANGERS:     |    |                         |       |
|              |    |                         |       |
| GK           | 13 | Neil Alexander          |       |
| RB           | 21 | Kirk Broadfoot          | 90+4' |
| CB           | 3  | David Weir              |       |
| CB           | 24 | Carlos Cuéllar          |       |
| LB           | 5  | Saša Papac 77'          |       |
| DM           | 7  | Brahim Hemdani 80'      |       |
| RM           | 28 | Steven Whittaker 86'    |       |
| CM           | 6  | Barry Ferguson (c)      |       |
| CM           | 8  | Kevin Thomson           |       |
| LM           | 35 | Steven Davis            |       |
| CF           | 19 | Jean-Claude Darcheville |       |
| Cserék:      |    |                         |       |
| GK           | 16 | Graeme Smith            |       |
| DF           | 30 | Christian Dailly        |       |
| MF           | 11 | Charlie Adam            |       |
| MF           | 39 | Amdy Faye               |       |
| FW           | 9  | Kris Boyd 86'           |       |
| FW           | 10 | Nacho Novo 77'          |       |
| FW           | 27 | Lee McCulloch 80'       |       |
| Vezetőedző:  |    |                         |       |
| Walter Smith |    |                         |       |

## Szurkolói botrány

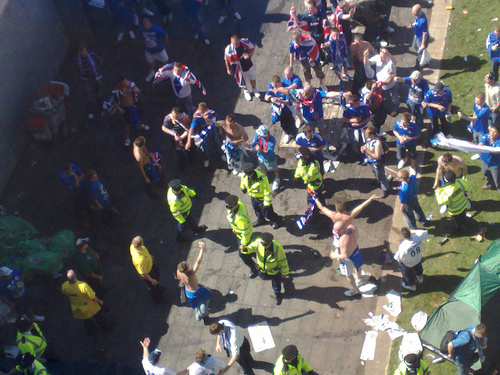
Rendőrök választják szét a feldühödött Zenyit és Rangers drukkereket.

A döntő helyszínére mintegy 100 000 jegy nélküli Rangers szurkoló érkezett, hogy kivetítőkön nézzék meg a döntőt. Kezdetben semmi balhé és atrocitás nem történt. A probléma ott kezdődött, amikor a Stadiontól 5 km-re a Picadilly téren felállított három óriás kivetítő egyike - miközben több ezren figyelték, a kupadöntő elején elromlott.
Egy rendező megpróbálta megjavítani, de nem engedték, sörösüvegekkel és különböző tárgyakkal dobálni kezdték az ideges összegyűltek. A tömeg egy része - lehettek úgy 10 ezren - elindult másik helyszínt keresni, ami csak tetézte a bajt, hiszen nem volt hová menni. Ezután néhányan a rendőrökre támadtak.
A probléma problémát szült, hiszen a Rangers ráadásul el is veszítette a döntőt, ez pedig csak olaj volt a tűzre. Egész éjszaka balhéztak a városban a feldühödött skótok. A végeredmény: megsérült 15 rendőr és egy rendőrkutya, 42 drukkert letartóztattak, egy Zenyit-rajongót megvertek.

## Statisztika
|                 | Zenyit | Rangers |
| --------------- | ------ | ------- |
| Gól             | 2      | 0       |
| Összes lövés    | 19     | 8       |
| Kapura lövés    | 8      | 3       |
| Labda birtoklás | 56%    | 44%     |
| Szöglet         | 9      | 2       |
| Szabálytalanság | 12     | 12      |
| Les             | 3      | 0       |
| Sárga lap       | 2      | 1       |
| Piros lap       | 0      | 0       |